# 나스트로 디아르젠토
나스트로 디아르젠토(이탈리아어: Nastro d'Argento)는 이탈리아의 영화상으로, 이탈리아어로 "은빛 리본"을 뜻한다. 1946년부터 개최되었으며, 이탈리아 전국 영화언론인 연합에서 주최한다. 유럽에서 역사적으로 가장 오래된 영화상으로 여겨진다.